# 对对胡
对对胡，又稱飘、對對胡（糊）、碰碰和，是麻将中和牌時沒有順子的牌型，日本麻雀中是2翻，國標麻雀是6番，廣東麻雀是5番，香港麻雀是3番，臺灣麻將為4台。
在辽宁——吉林一带的不设翻种的麻将规则（此时对对胡被称为飘）中，开局前除了规定正常胡的分数之外还要规定飘的分数，一般飘的分数是正常的五倍或十倍。
聽牌時一般只能雙碰或單騎。

## 概要
因为4个刻子无论是暗刻还是明刻都行，所以在2翻役中，属于比较容易做成的。多数是有在碰了一或两张牌的状态下成立，如果能和役牌或者宝牌复合的话，可以不费什么力气的达到満貫或者跳満。不过，碰的太多的话，手牌变少，防御变得困难。从这个角度来说，碰四次而以只剩一张手牌的形式听牌不是一种好的战略。
反过来，在很少见的情况下可以在门清的状态下听牌。这时手牌中有3个暗刻，自摸的话就达成四暗刻的役満，荣和的话是三暗刻和对对和的复合。
对对和无法和顺子系的役复合，而比较容易和役牌复合，特别是和连风牌复合时更加强力。和断幺、宝牌、混一色或者三暗刻的复合也比较多。另外，混老頭、字一色除七对子外只能與对对和复合，而清老頭则必然是对对和的形式（因为七对不能有两个相同的对子）。

## 例子
和的双碰听牌。
      
的单骑听牌。
      
如果是是大三元，如果是是小三元。

和的双碰听牌。因为是门清状态的听牌，如果自摸就变成四暗刻。如果榮胡則是对对和・三暗刻。
         
的单钓听牌及的边张听牌，如果是則只有役牌，更不幸自己摸到，持续到终局为止，不過還是可以透過改聽別的牌去解除振聽。開槓後對對和成立。